# Jan Tábor
Jan Tábor (* 2. února 1963, Most) je bývalý český hokejový útočník. V roce 1984 emigroval.

## Hokejová kariéra
V československé lize hrál za CHZ Litvínov. Odehrál 5 ligových sezón, nastoupil ve 107 ligových utkáních, dal 14 gólů a měl 10 asistencí. Po emigraci působil v nižší AHL v týmu Nova Scotia Oilers, v německé bundeslize za EHC 80 Nürnberg a ESG Füchse Sachsen a ve druhé německé lize v ESC Wolfsburg, EHC Neuwied a EC Wilhelmshaven-Stickhausen.

## Klubové statistiky
| Sezona    | Klub                         | Soutěž          | Základní část | Základní část | Základní část | Základní část | Základní část | Play-off | Play-off | Play-off | Play-off | Play-off |
| Sezona    | Klub                         | Soutěž          | Z             | G             | A             | B             | TM            | Z        | G        | A        | B        | TM       |
| --------- | ---------------------------- | --------------- | ------------- | ------------- | ------------- | ------------- | ------------- | -------- | -------- | -------- | -------- | -------- |
| 1979/1980 | CHZ Litvínov                 | 1. liga         | 3             | 1             | 0             | 1             | 0             |          |          |          |          |          |
| 1980/1981 | CHZ Litvínov                 | 1. liga         | 11            | 2             | 3             | 5             | 6             |          |          |          |          |          |
| 1981/1982 | CHZ Litvínov                 | 1. liga         | 15            | 3             | 0             | 3             | -             |          |          |          |          |          |
| 1982/1983 | CHZ Litvínov                 | 1. liga         | 37            | 4             | 4             | 8             | 8             |          |          |          |          |          |
| 1983/1984 | CHZ Litvínov                 | 1. liga         | 41            | 4             | 3             | 7             | 12            |          |          |          |          |          |
| 1984/1985 | Nova Scotia Oilers           | AHL             | 19            | 1             | 2             | 3             | 2             |          |          |          |          |          |
| 1985/1986 | Berliner SC Preussen         | 2. německá liga | 50            | 56            | 37            | 93            | 23            |          |          |          |          |          |
| 1986/1987 | Berliner SC Preussen         | 2. německá liga | 36            | 47            | 29            | 76            | 12            | 14       | 9        | 8        | 17       | 11       |
| 1987/1988 | Berliner SC Preussen         | 1. německá liga | 43            | 9             | 12            | 21            | 14            |          |          |          |          |          |
| 1988/1989 | ESC Wolfsburg                | 2. německá liga | 11            | 5             | 4             | 9             | 6             |          |          |          |          |          |
| 1988/1989 | EHC 80 Nürnberg              | 2. německá liga | 15            | 7             | 6             | 13            | 4             |          |          |          |          |          |
| 1989/1990 | EHC 80 Nürnberg              | 2. německá liga | 34            | 24            | 24            | 48            | 20            |          |          |          |          |          |
| 1990/1991 | EHC 80 Nürnberg              | 2. německá liga | 34            | 38            | 34            | 72            | 24            | 18       | 15       | 16       | 31       | 8        |
| 1991/1992 | EHC 80 Nürnberg              | 2. německá liga | 45            | 22            | 35            | 47            | 24            |          |          |          |          |          |
| 1992/1993 | EHC 80 Nürnberg              | 2. německá liga | 43            | 30            | 36            | 66            | 20            |          |          |          |          |          |
| 1993/1994 | EHC 80 Nürnberg              | 2. německá liga | 40            | 9             | 15            | 24            | 14            |          |          |          |          |          |
| 1994/1995 | ESG Füchse Sachsen           | 1. německá liga | 43            | 12            | 14            | 26            | 26            | 4        | 1        | 1        | 2        | 2        |
| 1995/1996 | ESG Füchse Sachsen           | 1. německá liga | 44            | 13            | 19            | 32            | 16            |          |          |          |          |          |
| 1996/1997 | EHC Neuwied                  | 2. německá liga | 21            | 9             | 10            | 19            | 10            |          |          |          |          |          |
| 1996/1997 | EC Wilhelmshaven-Stickhausen | 2. německá liga | 3             | 0             | 2             | 2             | 2             |          |          |          |          |          |
| 1997/1998 | EC Wilhelmshaven-Stickhausen | 2. německá liga | 29            | 11            | 13            | 24            | 10            |          |          |          |          |          |